# Сурат (округ)
Сурат (гудж. સુરત જિલ્લો; англ. Surat) — округ в индийском штате Гуджарат. Административный центр — город Сурат. Площадь округа — 7657 км². По данным всеиндийской переписи 2001 года население округа составляло 4 995 174 человека. Уровень грамотности взрослого населения составлял 74,65 %, что выше среднеиндийского уровня (59,5 %). Доля городского населения составляла 59,97 %.